# Ankarapithecus
Ankarapithecus − wymarły rodzaj wymarłego ssaka naczelnego z rodziny człowiekowatych (Hominidae), żyjących w późnym miocenie na terenie Azji Mniejszej (dzisiejsza Turcja).

## Systematyka
Prawdopodobnie Ankarapithecus był blisko spokrewniony z żyjącymi obecnie orangutanami, a także wymarłymi gigantopitekami i siwapitekami. Wyróżnia się jeden gatunek Ankarapithecus meteai

## Etymologia
Ankarapithecus: Ankara, Turcja; πιθηκος pithēkos „małpa”.

## Środowisko życia
Ankarapiteki żyły w Azji Mniejszej, a jedyne ich szczątki odkryto w pobliżu Ankary − stolicy Turcji. 